# Ciklofosfamid
Ciklofosfamid, (engl. Cyclophosphamide), komercijalna imena: Endoxan, Cytoxan, Neosar, Procytox, Revimmune, isto poznat kao citofosfan, je azotni iperit alkilirajući lek, iz oksazoforin grupe. Alkilirajući agens dodaje alkil grupu na DNK. Alkil grupa se vezuje na guanin bazu u DNK molekulu, na azotovom atomu u imidazol prstenu u poziciji 7.
Ovaj lek se koristi za lečenje različitih tipova raka i nekih autoimunih poremećaja. Ciklofosfamid je prolek. On se konvertuje u jetri u aktivni oblik koji ima hemoterapeutsku aktivnost.

## Upotreba
Ciklofosfamid se prvenstveno upotreba zajedno sa drugim hemoterapijskim agensima u tretmanu limfoma, nekih oblika leukemije i nekih vrsta čvrstih tumora. Ovo je hemoterapijski lek koji funkcioniše putem usporavanje rasta ćelija.
Ciklofosfamid takođe umanjuje odgovor imunskog sistema na različite bolesti i stanja. Zbog toga je ovaj lek bio korišćen u lečenju različitih non-neoplastičnih autoimunih bolesti gde bolest-modifikujući antireumatski lekovi (DMARD) nisu bili efektivni. Na primer, sistemski eritemski lupus (SLE) sa teškim lupus nefritisom može da reaguje na impulsni tretman ciklofosfamidom. 2005 godine, međutim, standardni tretman za lupus nefritis je promenjen u mikofenolsku kiselinu (MMF). Ciklofosfamid se isto tako kristi za lečenje lipoidne nefroze, ozbiljnog reumatoidnog artritisa, Vegenerove granulomatoze (pod trgovačkim imenom Cytoxan), i multiple skleroze (pod trgovačkim imenom Revimmune).
Jedna studija sprovedena 2004 godine je pokazala da je biološko dejstvo ciklofosfamida zavisno od doze. Na višim dozama, ovaj lek pokazuje povećanu citotoksičnost i imunosupresiju, dok u nižim kontinuiranim dozama njegove imunostimulatorne i antiangiogenetske osobine dolaze do izražaja. Studija iz 2009-te godine na 17 pacijenata sa docetaksel-otpornim metastatički hormon refraktornom raku prostate (MHRPC) je pokazala PSA smanjenje kod 9 od 17 pacijenata. Srednje preživljavanje je bilo 24 meseca za celu grupu, i 60 meseci za pacijente sa PSA reakcijom. Zaključak ove studije je bio da je niska-doza ciklofosfamida "možda može biti održivo alternativno" lečenje za docetaksel-otporni MHRPC i da je interesantan kandidat za kombinacione terapije, sa npr., imunoterapijom, inhibitorima tirozin kinaze, i antiangiogenezom.

## Farmakokinetika/Farmakodinamika
Ciklofosfamid se konvertuje u aktivne metabolite putem dejstva više oksidaza u jetri. Glavni aktivni metabolit je 4-hidroksiciklofosfamid, koji postoji u ekvilibrijumu sa njegovim tautomerom, aldofosfamidom. Najveći deo aldofosfamida je oksidovan enzimom aldehid dehidrogenaza (ALDH) u karboksifosfamid. Mali deo aldofosfamida se konverteje u fosforamid iperit i akrolein. Akrolein je toksičan za epitel bešike i može da dovede do hemoragične cistize. To se može sprečiti upotrebom agresivne hidratacije i/ili leka mesna.

## Mehanizam dejstva
Glavni efekat ciklofosfamida je uzrokovan njegovim metabolitom fosforamid iperitom. Taj metabolit se jedino formira u ćelijama koje imaju niske ALDH nivoe. Fosforamid iperit formira DNK veze između i unutar DNK lanaca na guanin N-7 pozicijama. Ovo dovodi do ćelijske smrti.
Ciklofosfamid ima relativno malu hemoterapijsku toksičnost pošto je ALDH prisutan u relativno velikim koncentracijama u stem ćelijama kičmene moždine, jetri i crevnom epitelijumu. ALDH štiti ta aktivno proliferirajuća tkiva protiv toksičnih efekata fosforamid iperita i akroleina putem pretvaranja aldofosfamida karboksifosfamid koji ne dovodi do stvaranja toksičnih metabolita.

## Spoljašnje veze
- SAD Nacionalna biblioteka za medicinu: Lek informacioni portal - Ciklofosfamid

|  | Molimo Vas, obratite pažnju na važno upozorenje u vezi sa temama iz oblasti medicine (zdravlja). |